# Renault Twingo

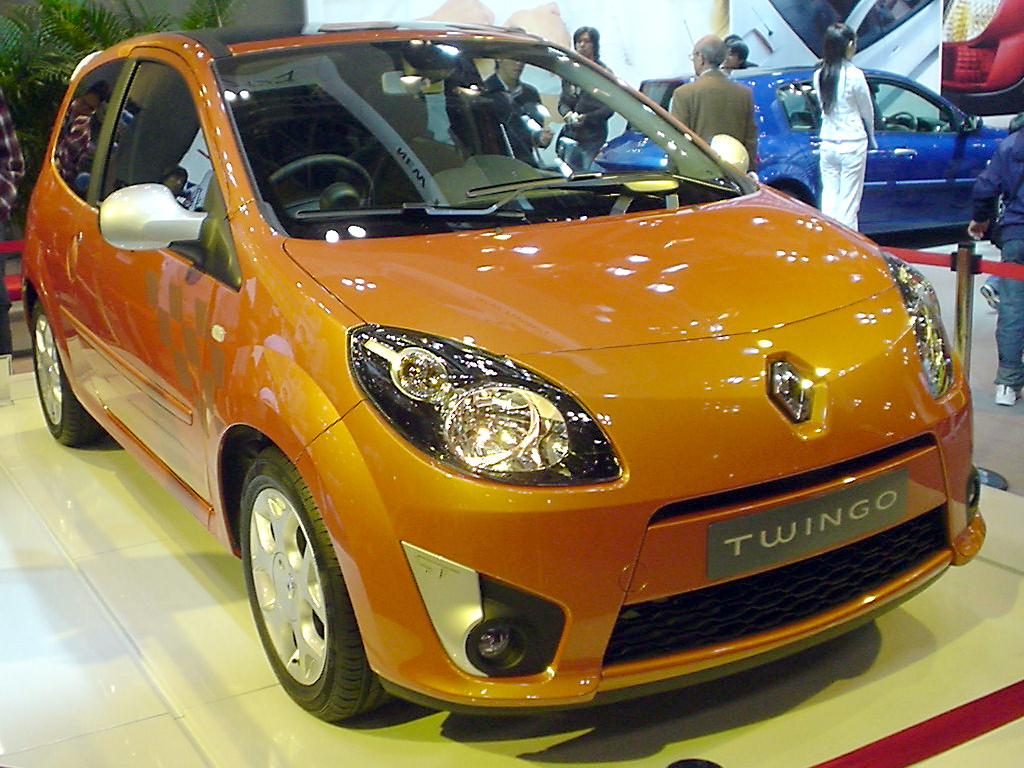
Renault Twingo II

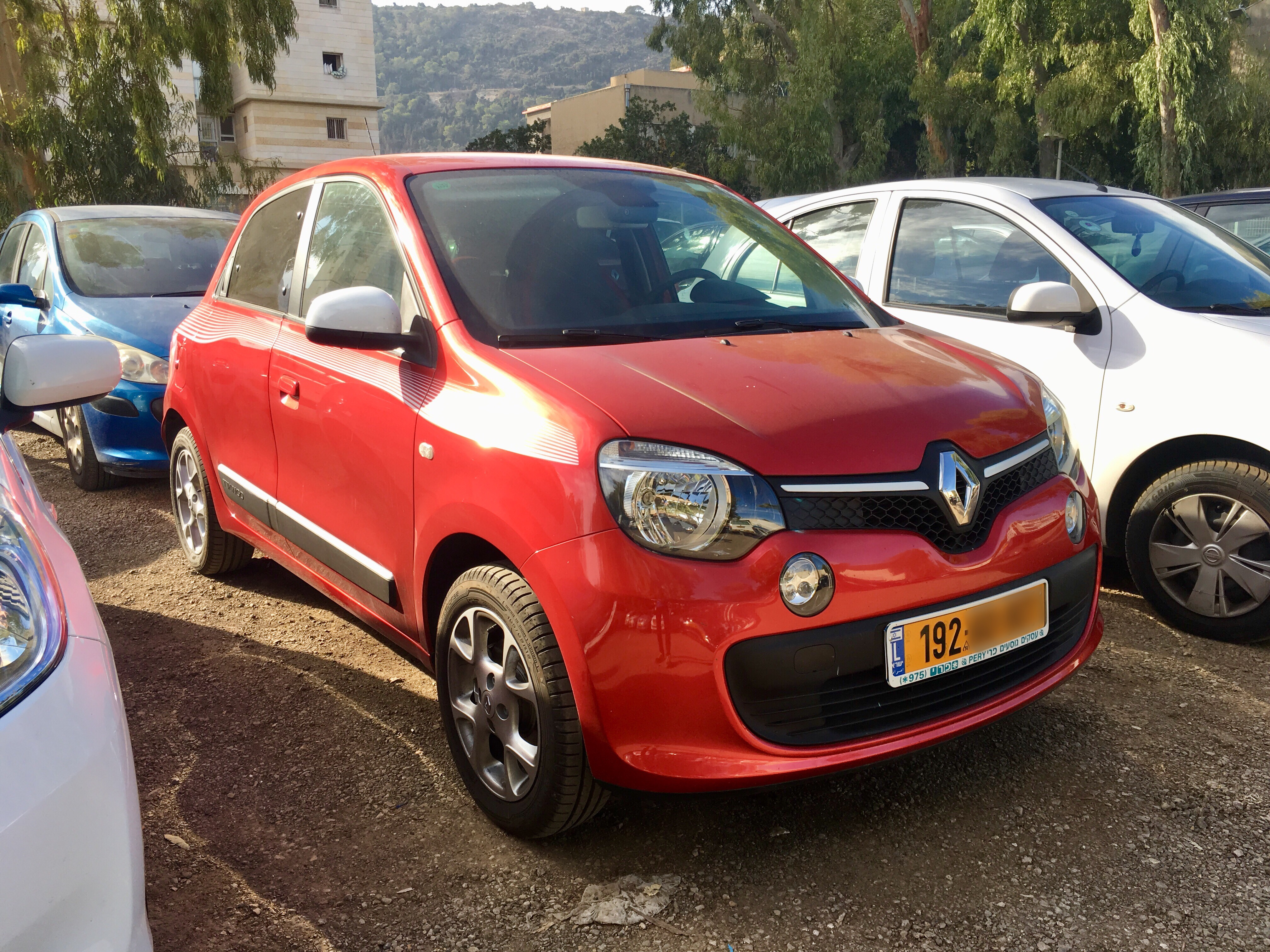
Renault Twingo III

Renault Twingo är en småbil tillverkad av Renault som först presenterades vid motorshowen i Paris år 1992, med lansering 1993, som ett komplement till den större modellen Renault Clio. Modellnamnet kommer från twist, swing och tango - Twingo

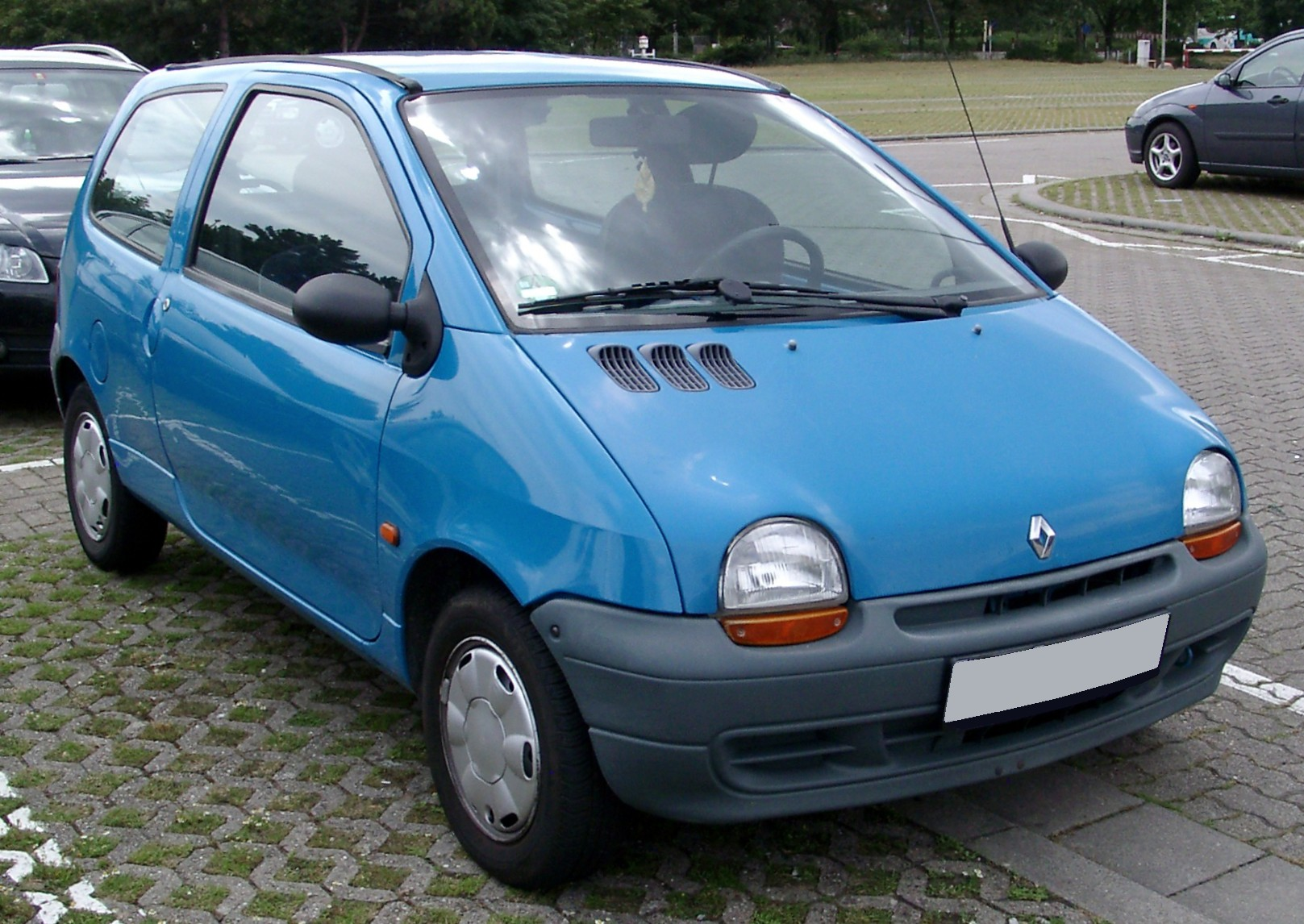
Renault Twingo I

## Renault Twingo I (1993-2012)
Twingo presenterades 1993 och är en småbil i A-segmentet med en totallängd på 343 cm. Huvudkonkurrenten är Ford Ka. Inspirationen till Twingo, som har en så kallad monospacekaross där motor, kupéutrymme och bagagerum flyter samman, kom från den polska konceptbilen Beskid från början av 1980-talet. Beskids konstruktion var patenterad, så Renault fick vänta tills detta patent tog slut. Fransmannen Patrick Le Quément stod dock för den slutgiltiga designen av Twingo, som än idag är relativt futuristisk. Bilen fick beröm för att den hade stort utrymme för sin storlek. Baksätet kunde skjutas bakåt så att även storvuxna personer fick bra plats (vilket dock inkräktade på bagageutrymmet).
Twingo erbjuds med motorer på 1,1 respektive 1,2 liter och finns bara i ett tredörrars halvkombikarosseri. Instrumenteringen är digital och centralt placerad och inredningen är utförd i glada färger, vilka varierar beroende på karossfärgen. Ett vanligt tillbehör, framför allt i Sydeuropa, är ett stort soltak i canvas. Många specialmodeller har genom åren erbjudits; till exempel hade Renault i slutet av 1990-talet ett samarbete med modeskaparen Benetton och sålde en Twingovariant med detta namn som hade en speciell färg, utrustning och Benettonlogotyper på sidorna. 
Efter att modellen introducerats kritiserades den starkt för ett undermåligt krockskydd, vilket dock förbättrades i den ansiktslyfta version som kom 1998. I Sverige såldes modellen mellan åren 1993 och 2002 och blev ingen direkt försäljningssuccé, även om den var populär bland reklambyråer och biluthyrare. Modellen har aldrig sålts i England eller Irland, vilket av många ses som en strategisk miss, då Renault annars är ett starkt varumärke i dessa länder.

## Twingo II (2007-2014)
Den första generationen av modellen tillverkades fram till 2007 då den ersattes av en större modell med samma namn. Denna modell, som tillverkas i Renaults fabrik i Slovenien, erbjuds i ett karossutförande som tredörrars halvkombi.

## Twingo III (2014–2021)

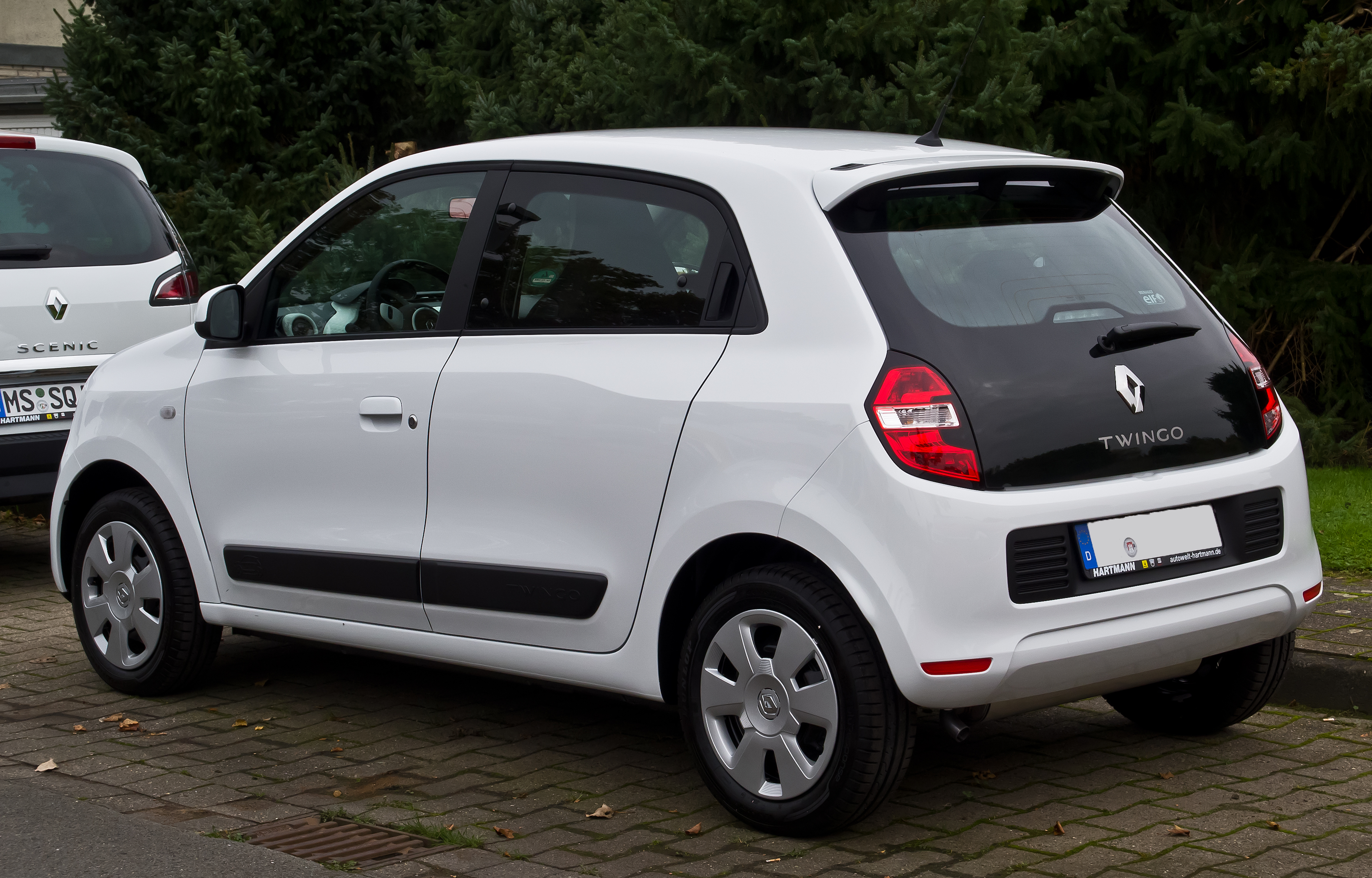
Renault Twingo Dynamique (Tyskland).

Tredje generationen av Renault Twingo presenterades i mars 2014 vid Geneva Motor Show som en femdörrars bakhjulsdriven bil med svansmotor, utvecklad parallellt med Daimlers tredje generation Smart Fortwo och andra generation Smart Forfour.  Twingo och Smart Fortwo tillverkas i samma fabrik i Novo Mesto, Slovenien.

### Design och utveckling
2010 annonserade Renault och Daimler, som en del i sitt pågående samarbete "Project Edison", ett samarbete för att ta fram småbilar på en gemensam plattform. Twingo och Smart Forfour var först ut i detta projekt. Renault and Daimler investerade gemensamt i utvecklingsfasen, men Renault inriktade sig på motorerna och Daimler på kraftöverföringen. Båda företagen strävade efter att få en unik design på sina modeller. Renault hämtade inspiration från Renault 5 och första generationens Twingo.

### Tekniska data
Twingo III är ca 100 mm kortare än Twingo II. Tack vare svansmotorn har den liten svängradie och bra innerutrymmen, men något begränsat bagageutrymme. Fjädringen består av MacPherson fjäderben fram och De Dion axel bak. Till skillnad mot tidigare Twingo-modeller har den 5 dörrar. Bromsarna har ventilerade skivor fram och trummor bak, utom basmodellen SCe 70, som har trumbromsar runt om. Fronthuven kan öppnas i ett speciellt läge som ger möjlighet att fylla på vätskor och att komma åt batteriet.

### I Sverige
Renault Twingo III har hittills (2017) inte importerats till Sverige, men enstaka exemplar har privatimporterats från andra länder, t ex Danmark. (Smart-modellerna ForTwo och ForFour kan däremot köpas i Sverige).